# Giovanni Mazzuoli da Strada
Pour les articles homonymes, voir Mazzuoli.
Ne doit pas être confondu avec Giovanni Mazzuoli.
Giovanni Mazzuoli, dit aussi « lo Stradino », « Padre Stradino », « Balestraccio », « Colombella », « Consagrata », « Crocchia », « Cronaca scorretta », « Pagamorta » et « Pandragone », né en 1480 à Strada et mort en 1549, est un écrivain italien.

## Biographie
Soldat et marchand, Mazzuoli a eu une vie aventureuse. Lo Stradino a été au service des Salviati, avant de servir avec Giovanni dalle Bande Nere. En 1529, il est avec Cosme de Médicis à Florence où il fréquente des amis et des fêtards lettrés.
Exagéré et extravagant, il a fondé, avec d’autres, l’Accademia degli Umidi, qui est devenue l’Académie florentine, en 1540. Bibliophile acharné et collectionneur passionné de romans de chevalerie, il a collecté un grand nombre de compositions dans « l’armadiaccio », comme l’appelait son ami Grazzini, une bibliothèque personnelle aujourd'hui perdue. Certains manuscrits de sa bibliothèque sont passés dans la bibliothèque privée de Cosme Ier, puis dans la bibliothèque grand-ducale, la Mediceo-Lotaringio-Palatina, qui a été attribuée à la Magliabechiana en 1771 à la demande de Pierre-Léopold.